# یوسو انوزیتا
یوسو انوزیتا (انگلیسی: Josu Anuzita؛ زادهٔ ۱۳ ژانویهٔ ۱۹۶۴) بازیکن فوتبال اهل اسپانیا است.
از باشگاه‌هایی که در آن بازی کرده‌است می‌توان به باشگاه فوتبال دپورتیوو لاکرونیا اشاره کرد.